# Sjal

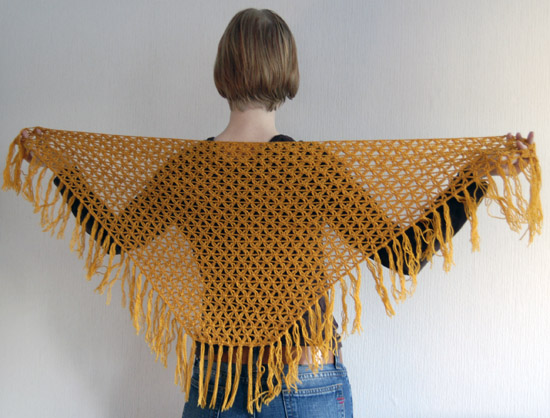
Kvinna med sjal.

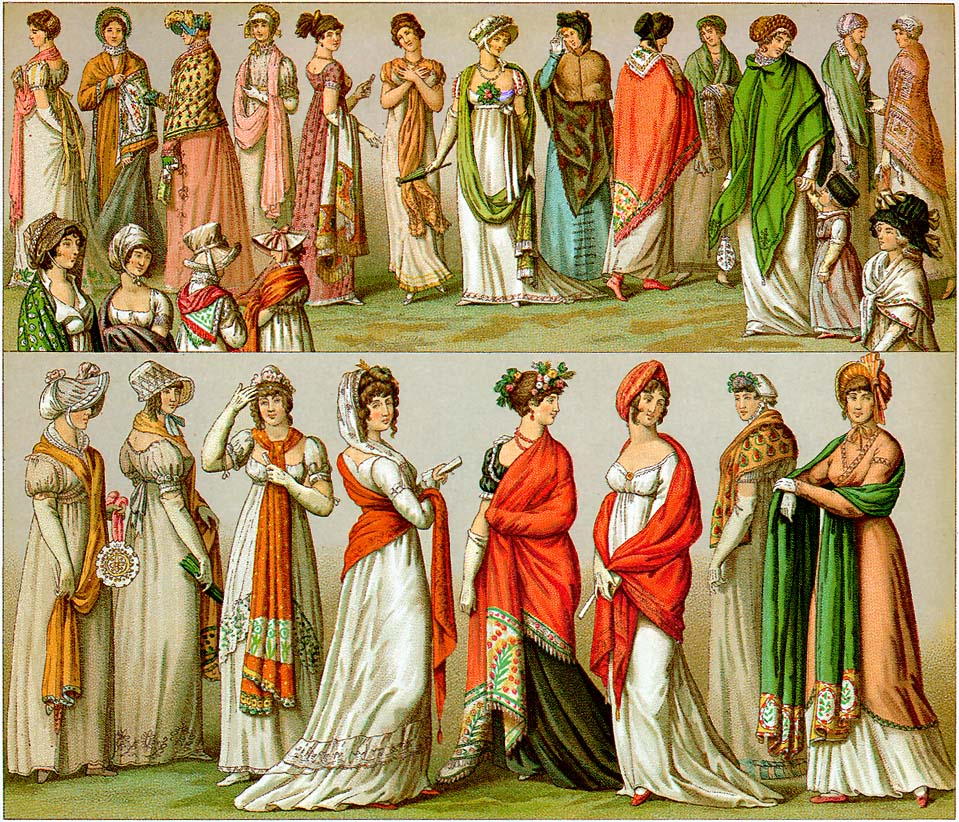
Bild av kvinnor med sjal från tidigt 1800-tal.

Sjal, även schal, (persiska شال, Shāl, av sanskrit: śāṭī) är ett större tygstycke att bära runt axlarna, eller täcka huvudet med som en huvudduk. Ofta är sjalen rektangulär och viks till en trekant, men kan även vara trekantig från början. En liten sjal som viras runt huvudet kallas sjalett.
Långa sjalar, att bära runt axlarna eller om halsen, blev mode inom västerländsk kultur på 1920-talet, och axelsjalar var där ett populärt tillbehör till aftonklänning på 1950-talet. I den skotska folkdräkten ingår en sjal som kallas plaid, försvenskat till pläd, vilken bärs över vänster axel av både män och kvinnor. I Norden täcker vissa fromma læstadianer sitt hår med sjal i gudstjänster än idag. 
Det plagg som ibland kallas hijab är en form av sjal som draperas över huvud och axlar. I arabiska språket finns även ordet schál. Den sjal av ganska tunt tyg, som bärs av många kvinnor i Iran kallas chador. Den kunde traditionellt hållas på plats genom att en flik hölls i munnen. På vintern bärs en småmönstrad chador med mörk botten, medan på sommaren ska bottnen vara ljus.
Inom judendomen bär män en bönesjal, tallit. Icke-religiösa sjalar bärs också av män i Arabvärlden, så kallade keffiyeh eller Palestinasjalar, som traditionellt hålls fast på huvudet med en svart repögla, agal.

## Etymologi
Ursprungsordet är persiska ordet sjal med samma betydelse som i svenskan. Detta inlånades till engelskan i formen  shawl  vilket tog formen schal, när ordet kom in i Sverige med första belägg 1784.
Sjalett, med första belägg i svenskan 1808, har fått en diminutivändelse efter franskt mönster. Observera dock att franska ordet chalet  betyder "stuga i schweizerstil".